# Paul Czinner
Paul Czinner (Czinner Pál) (Bécs, 1890. május 30. – London, 1972. június 22.) magyar származású német filmrendező, filmproducer, forgatókönyvíró.

## Életpályája
Czinner Bernát (Bertalan) Sátoraljaújhelyről származó kereskedő és Jacobsen Hermine fiaként született. Tanulmányait a Bécsi Egyetemen végezte, ahol filozófiát és irodalmat hallgatott. Művészi pályájának első állomása Bécsben Max Reinhardt színháza volt. Itt színész és rendezőgyakornok volt. Az osztrák fővárosban került kapcsolatba a filmmel, és 1924-ben Berlinben már előkelő nevet vívott ki magának. A hitlerizmus elől Angliába emigrált, ahol 1933-ban házasságot kötött Elisabeth Bergner színésznővel. 1940-ben az USA-ban telepedtek le. 1949-ben Ausztráliában turnézott feleségével.

### Munkássága
Az ún. német kamarajáték hagyományait folytatta. Érdeklődése általában a házasság, a férfi és a nő viszonya, a családi élet problémái felé fordult. Erőssége a gondos lélektani elemzés, a nagy igényű művészi kidolgozás volt. Filmjeinek hősnője többnyire saját felesége volt. Különösen a néma korszakban alkotott figyelemreméltó műveket (pl. a Nju (1924) klasszikus szerelmi háromszöge Elisabeth Bergnerrel, Emil Jannings-szal és Conrad Veidt-tel). Londonban régebbi sikereinek angol verzióit forgatta. Itt készítette el William Shakespeare Ahogy tetszik című művének 1936-os filmváltozatát, amelyet 1966-ban a magyar televízió is bemutatott. Színházi producer- és rendezőként dolgozott New Yorkban, Chicagóban. Angliába visszatérve főként opera- és balettfilmeket készített.

## Magánélete
Felesége 1933–1972 között Elisabeth Bergner (1897–1986) osztrák-német színésznő volt.

## Filmjei

### Filmrendezőként
- 1919: A gonosz ember (Homo immanis) (forgatókönyvíró is)
- 1919: Inferno (forgatókönyvíró és filmproducer is)
- 1924: Nju (Asszony a lejtőn) (Nju – Eine unverstandene Frau) (forgatókönyvíró és filmproducer is)
- 1926: A firenzei hegedűs (Der Geiger von Florenz) (forgatókönyvíró is)
- 1927: Szerelem (Liebe) (forgatókönyvíró is)
- 1928: Doña Juana (forgatókönyvíró és filmproducer is)[8]
- 1929: Else kisasszony (forgatókönyvíró is)
- 1929: Az elveszett lelkek utcája (The Way of Lost Souls) (filmproducer is)
- Ariane (1931)
- 1932: Álmodó száj (Der träumende Mund) (forgatókönyvíró is)[9]
- 1934: A cárnő (The Rise of Catherine the Great)
- 1935: Escape Me Never
- 1936: Ahogy tetszik (As You Like It) (filmproducer is)
- 1939: A szerelem tolvaja (Stolen Life) (filmproducer is)
- 1957: The Bolshoi Ballet (forgatókönyvíró és filmproducer is)
- 1960: A Royal Balett (The Royal Ballet)
- 1962: A rózsalovag (Der Rosenkavalier) (filmproducer is)
- 1966: Rómeó és Júlia (Romeo and Juliet) (filmproducer is)

### Forgatókönyvíróként
- 1925: Féltékenység (Eifersucht), rendezte Karl Grune, főszereplő Putty Lia